# Bischofit
Bischofit ist ein selten vorkommendes Mineral aus der Mineralklasse der „Halogenide“ mit der chemischen Zusammensetzung MgCl2·6H2O und damit chemisch gesehen ein Kristallwasserhaltiges Magnesiumchlorid oder auch Magnesiumchlorid-Hexahydrat.
Bischofit kristallisiert im monoklinen Kristallsystem, entwickelt aber nur selten mit bloßem Auge sichtbare, farblose Kristalle mit kurzprismatischem Habitus, die entlang der c-Achse gestreckt sind. Meist findet er sich in Form blättriger, faseriger oder körniger Mineral-Aggregate von weißer Farbe, die das Licht nur durchschimmern lassen.
Mit einer Mohshärte von 1 bis 2 gehört Bischofit zu den weichen Mineralen, die sich ähnlich wie die Referenzminerale Talk (1) und Gips (2) mit dem Fingernagel ritzen lassen.

## Etymologie und Geschichte
Erstmals entdeckt wurde Bischofit im Kaliwerk Leopoldshall bei Staßfurt und beschrieben durch Carl Ochsenius (1830–1906), der das Mineral vordringlich nach Karl Gustav Bischof (1792–1870) benannte, um ihn für seine Verdienste um die Chemie als eine der wichtigsten Hilfswissenschaften der Geologie zu ehren. Gleichzeitig wollte Ochsenius allerdings auch die Verdienste des Bergrathes und ehemaligen Direktors der Staßfurter Salzwerke F. Bischof gewürdigt wissen.
Ein Aufbewahrungsort für das Typmaterial des Minerals ist nicht dokumentiert.
Ein von Fischer 1862 zunächst als Bischofit beschriebenes Mineral stellte sich nach weiteren Untersuchungen als das bereits bekannte Mineral Plumbogummit heraus.
Da der Bischofit bereits lange vor der Gründung der International Mineralogical Association (IMA) bekannt und als eigenständige Mineralart anerkannt war, wurde dies von ihrer Commission on New Minerals, Nomenclature and Classification (CNMNC) übernommen und bezeichnet den Bischofit als sogenanntes „grandfathered“ (G) Mineral. Die ebenfalls von der IMA/CNMNC anerkannte Kurzbezeichnung (auch Mineral-Symbol) von Bischofit lautet „Bsf“.

## Klassifikation
Bereits in der veralteten 8. Auflage der Mineralsystematik nach Strunz gehörte der Bischofit zur Mineralklasse der „Halogenide“ und dort zur Abteilung der „Einfachen Halogenide“, wo er zusammen mit Hydrohalit die „Hydrohalit-Bischofit-Gruppe“ mit der System-Nr. III/A.09 und den weiteren Mitgliedern Antarcticit, Eriochalcit und Nickelbischofit bildete.
Im zuletzt 2018 überarbeiteten und aktualisierten Lapis-Mineralienverzeichnis nach Stefan Weiß, das sich im Aufbau noch nach dieser alten Form der Systematik von Karl Hugo Strunz richtet, erhielt das Mineral die System- und Mineral-Nr. III/A.12-030. In der „Lapis-Systematik“ entspricht dies ebenfalls der Abteilung „Einfache Halogenide“, wo Bischofit zusammen mit Antarcticit, Eriochalcit, Ghiarait, Hydrohalit, Nickelbischofit, Rokühnit und Sinjarit die unbenannte Gruppe III/A.12 bildet.
Die von der IMA zuletzt 2009 aktualisierte 9. Auflage der Strunz’schen Mineralsystematik ordnet den Bischofit ebenfalls in die Klasse der „Halogenide“, dort allerdings in die bereits feiner unterteilte Abteilung der „Einfachen Halogenide mit H2O“ ein. Diese ist zudem weiter unterteilt nach dem Stoffmengenverhältnis des beteiligten Metalls (M) zum Halogen (X), so dass das Mineral entsprechend seiner Zusammensetzung in der Unterabteilung „M : X = 1 : 2“ zu finden ist, wo es als einziges Mitglied die unbenannte Gruppe 3.BB.15 bildet.
Auch die vorwiegend im englischen Sprachraum gebräuchliche Systematik der Minerale nach Dana ordnet den Bischofit in die Klasse und der gleichnamigen Abteilung der „Halogenide“ ein. Hier ist er als Namensgeber der „Bischofitgruppe“ mit der System-Nr. 09.02.09 und dem weiteren Mitglied Nickelbischofit innerhalb der Unterabteilung der „Wasserfreien und wasserhaltigen Halogenide mit der Formel AX2“ zu finden.

## Kristallstruktur
Bischofit kristallisiert monoklin in der Raumgruppe C2/m (Raumgruppen-Nr. 12) mit den Gitterparametern a = 9,86 Å; b = 7,11 Å; c = 6,07 Å und β = 93,8° sowie 2 Formeleinheiten pro Elementarzelle.

## Eigenschaften
Bischofit ist leicht wasserlöslich und sehr hygroskopisch, nimmt also schnell Feuchtigkeit aus der Umgebung auf und zerfließt dann. Daher sollte das Mineral immer in einem luftdichten Behälter aufbewahrt werden. Daneben wirkt Bischofit auch adstringierend (zusammenziehend).
Die Löslichkeit von Bischofit beträgt 353,6 g in einem Liter Wasser bei 25 °C.
Die Fähigkeit zur Wasseraufnahme beim Halit ist auf Beimengungen des stark hygroskopischen Bischofit zurückzuführen. Halit in chemisch reiner Form (NaCl) ist nicht hygroskopisch.

## Bildung und Fundorte
Bischofit bildet sich in salinen Lagerstätten, möglicherweise aber auch sekundär aus Carnallit, mit dem es neben Halit, Epsomit und Kieserit vergesellschaftet vorkommt.
Als seltene Mineralbildung konnte Bischofit nur an wenigen Fundorten nachgewiesen werden, wobei weltweit etwa 40 Vorkommen dokumentiert sind (Stand 2023). Außer an seiner Typlokalität Leopoldshall trat das Mineral in Deutschland noch in den ebenfalls in der Umgebung der Staßfurter Kalisalzlagerstätte liegenden Gruben „Berlepsch“, „Brefeld“ (Tarthun) und bei Aschersleben in Sachsen-Anhalt sowie bei Neuhof und im Werratal in Hessen; bei Hänigsen, Wathlingen und Vienenburg in Niedersachsen und bei Merkers in Thüringen auf.
Weitere Fundorte sind unter anderem die „PCS Mine“ bei Rocanville in der kanadischen Provinz Saskatchewan; der Qinghai-See, der Qarhan-Salzsee und der Dalangtan-Salzsee in China; die „Recsk Mine“ im ungarischen Mátra-Gebirge; die Gruben „Santa Caterina“ und „Pasquasia“ auf Sizilien in Italien; im Aksaital und bei Atyrau in Kasachstan; die niederländische Gemeinde Veendam; Kłodawa in Polen; der Vulkan Tolbatschik in der russischen Region Kamtschatka; Krasnoperekopsk in der Ukraine sowie Carlsbad und das Tularosa-Becken, Salduro (Utah) und Wendover in den Vereinigten Staaten.

## Verwendung

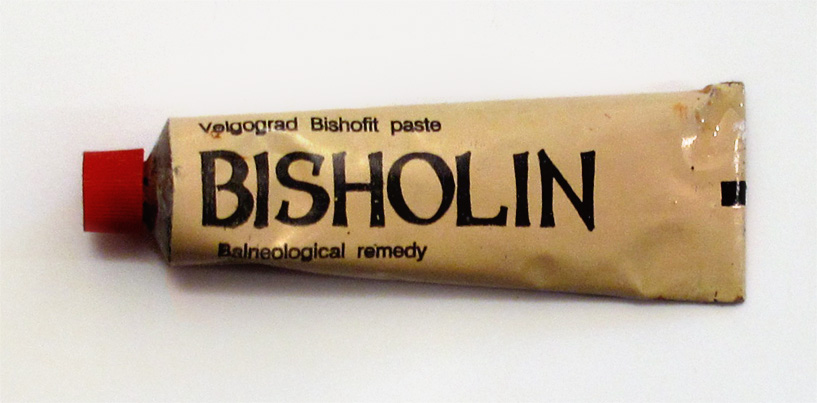
Tube mit Bisholin-Gel aus Wolgograd

In Vienenburg und Verden existierten große Lagerstätten, wo Bischofit als Rohstoff zur Herstellung reiner Magnesiumsalze beziehungsweise in Vienenburg auch als Magnesiumerz abgebaut wurde.
Bischofit ist Bestandteil eines unter dem Handelsnamen „Biszolin“ oder auch „Bisholin“ im osteuropäischen Raum angebotenen Massagegels, das schmerzlindernd, entzündungshemmend und abschwellend auf Muskeln und Gelenke wirken soll.